# Younus Shaikh
Younus Shaikh (* 30. Mai 1952 in Chishtian) ist ein pakistanischer Arzt, Menschenrechts-Aktivist, Rationalist und Freidenker.

## Leben
Shaikh studierte Medizin in Pakistan und in Irland.
Im Jahre 1992 gründete Shaikh die Rationalistenorganisation "The Enlightenment" (Die Aufklärung), deren Präsident er wurde. Dadurch wurden islamische Fundamentalisten auf ihn aufmerksam. Nach einer fingierten Anzeige wegen Blasphemie wurde er im Oktober 2000 verhaftet und im August 2001 zum Tode verurteilt. Nach einer Überprüfung des Urteils wurde er im November 2003 freigelassen. Heute lebt er als anerkannter Flüchtling in der Schweiz.
In der Blogosphäre wird er des Öfteren mit dem Satz: Der Islam ist ein organisiertes Verbrechen gegen die Menschlichkeit!  zitiert.